# Евгени Матеев
Евгени Георгиев Матеев е български икономист и политик от Българската комунистическа партия. Виден представител на марксистката икономическа мисъл в България. Член на БАН и на Академията на науките на СССР (по-късно Руска академия на науките).

## Биография
Евгени Матеев е роден на 1 април 1920 г. в гр. Търговище в семейството на железопътен чиновник. Завършва Софийската духовна семинария през 1939 г. и право в Софийския университет през 1943 г. Още от 1939 година е член на РМС и участва активно в обществения живот. Като студент води публичен диспут по политико-икономически въпроси с проф. Симеон Демостенов.
След 9 септември 1944 работи първоначално като журналист, а по-късно заема висши държавни постове: подпредседател и председател на Държавната планова комисия (1951 – 52 и 1960 – 62), министър (1963 – 66), член на Държавния съвет (1974 – 81). Между 1953 и 1959 година е председател на Централното статистическо управление. От 1962 до 1966 година е член на ЦК на БКП. В периода 1964 – 1972 е председател на Президиума на Висшата атестационна комисия при Министерски съвет. От 1972 до 1981 година е председател на Съвета по възпроизводство на материалните ресурси при Държавния съвет.
В икономическите си възгледи е изявен противник на австрийската школа в икономическата мисъл, също на идеите и реформите в духа на т. нар. пазарен социализъм. Според него привържениците на пазарния социализъм предлагат на практика връщане към „идеализиран капитализъм и то от епохата на свободната конкуренция“.
Бил е Подпредседател и председател на Икономическата комисия на ООН за Европа за 1968 – 1971 и вицепрезидент на Международната организация на транснационалните корпорации.
Професор е от 1950 г., а академик от 1967 г. Подпредседател и председател е на Икономическата комисия на ООН за Европа (1968 – 71). Народен представител от IV до VII народно събрание. След тежко боледуване умира на 4 юни 1997 г. След смъртта му близките даряват личната му библиотека на Университета за национално и световно стопанство. В негова чест университетска аудитория носи името му.

## Отличия
- 1958 г. получава Димитровска награда
- 1977 г. – удостоен е със званието „Народен деятел на науката“[2]
- 1995 г. – Почетен доктор на Университета за световно и национално стопанство в София[3]
- 1995 г. – Доктор хонорис кауза на Бургаския свободен университет[4]

## По-важни трудове
Трудовете на Евгени Матеев са в областта на теория на икономиката, планирането и управлението на народното стопанство. Той е и един от пионерите на икономическата кибернетика в България.
- „Субективната школа и марксистко-ленинската политическа икономия“ (1947),
- „Теории за народностопанските планове“ (1948),
- „Методология и анализ на планирането на народното стопанство по отрасли“ (1949),
- „Към въпроса за съизмерването на капиталните и експлоатационните разходи“ (1949),
- „Производителността на труда при социализма и народностопанското планиране“ (1956),
- „Баланс на народното стопанство“ (1960),
- „Перспективно планиране“ (1963)
- „Перспективное планирование и экономическая кибернетика“ (1967)
- „Рентабилност и планиране“ (1970),
- „Автоматизирана система за управление на народното стопанство“ (1974),
- „Управление, ефективност, интеграция и търсене на решения“ (1976),
- „Структура и управление на икономическата система“ (1987)
- „Икономиката на кръстопът“, съавтор (1990)